# Пиер Зебли
Пиер Дезире Зебли (на френски: Pierre Desiré Zebli) е котдивоарски футболист, който играе на поста дефанзивен полузащитник. Състезател на Зира.

## Кариера
Зебли е юноша на Интер и Перуджа.
На 1 февруари 2022 г. Пиер подписва с Царско село. Дебютира на 20 февруари при загубата с 1:2 като домакин на Берое.

### Локомотив Пловдив
На 17 юни 2022 г. Зебли подписва с Локомотив (Пловдив). Прави дебюта си на 9 юли при победата с 2:1 като домакин на Пирин (Благоевград).